# Centro de Elaboración y Estudios Farmacéuticos (UNT)
El Centro de Elaboración y Estudios Farmacéuticos (CEyEF) es un laboratorio oficial productor de medicamentos, dependiente de la Facultad de Bioquímica, Química y Farmacia de la Universidad Nacional de Tucumán.
Fue inaugurado el 17 de diciembre de 1991 por el entonces rector de la UNT, Rodolfo Martín  Campero. Fue organizado por el farmacéutico Ricardo Somaini y el ingeniero Raúl Pellegrini en 1990, siendo su primera directora la doctora Diana Martina de Ferro.
Brinda servicios sociales a la problemática socio-sanitaria de la provincia, mediante la producción de una línea de especialidades farmacéuticas de alta calidad, comercializados a un precio justo. 
Su objetivo está orientado a  la investigación, control de calidad, producción industrial y  desarrollo de  fármacos acorde al adelanto tecnológico, comercialización y distribución de medicamentos y especialidades medicinales esenciales.
- Datos: Q17624852